# Georges Vacher de Lapouge
Georges Vacher de Lapouge (Neuville-de-Poitou, 1854 – Poitiers, 1936) è stato un antropologo francese.
Georges Vacher de Lapouge (1854-1936) fu un antropologo francese, teorico dell'eugenetica. Darwinista convinto, era persuaso che il destino del mondo dipendesse dalla vittoria degli ariani sugli ebrei. Questa tesi venne sostenuta nel suo testo "L'ariano, il suo ruolo sociale" (1889-1890), che fornì alcuni elementi fondamentali all'antisemitismo nazista. Convinto dell'importanza del fattore razziale nell'evoluzione della civilizzazione, insisteva sull'inferiorità psicologica e fisiologica dei meticci e sul rischio dell'estinzione della razza rappresentato dagli incroci tra le diverse razze umane. Inoltre fu influenzato da Joseph Arthur de Gobineau ed enunciò varie leggi volte a dimostrare la superiorità della razza ariana. Socialista, contribuì alla fondazione del Partito operaio francese.
Tra le sue opere Le selezioni sociali (1896), L'Ariano, il suo ruolo sociale (1899) e Razza e livello sociale (1909).